# Le Grand Rex

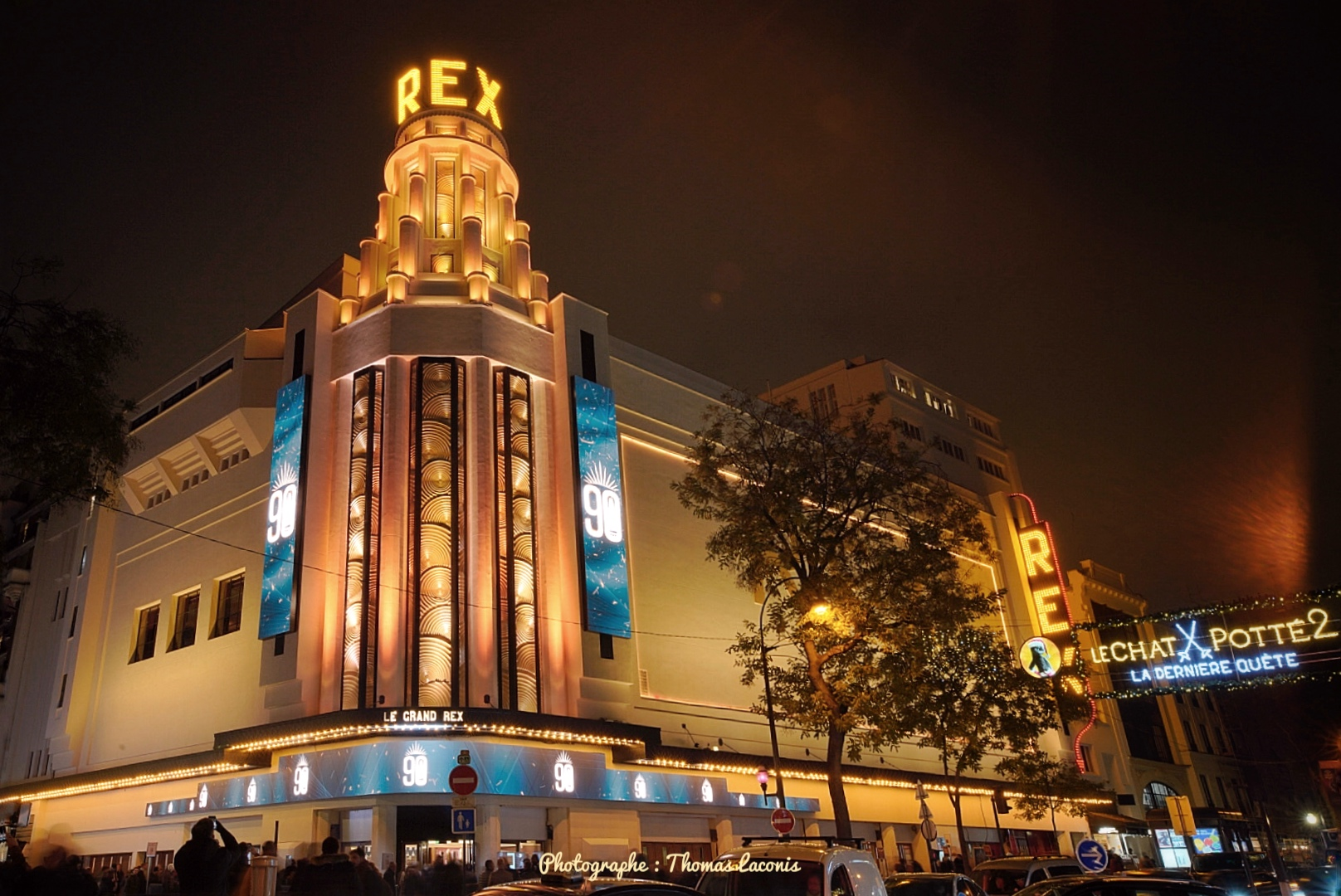
Facade des Le Grand Rex

Le Grand Rex ist ein unter Denkmalschutz stehendes Pariser Kino, das auch als Theater und Konzertsaal dient. Es fasst heute 2750 Zuschauer (ursprünglich 3500) und wurde 1932 nach dem Vorbild amerikanischer Filmpaläste errichtet. Das mit „Sternenhimmel“ und Springbrunnen ausgestattete Art-déco-Gebäude steht an der Adresse 1 Boulevard Poissonnière, im 2. Arrondissement, Métro-Station Bonne Nouvelle.

## Geschichte
Das Grand Rex wurde für den Filmproduzenten Jacques Haïk errichtet. Als Vorbild diente die Radio City Music Hall in New York City, Architekt war Auguste Bluysen, ein Spezialist für Ausstellungs-, Tourismus- und Vergnügungsbauten seit der Weltausstellung Paris 1900. Beraten wurde er vom erfahrenen amerikanischen Filmtheaterarchitekten John Eberson, dem gebürtigen Czernowitzer ( Bukowina, damals Österreich-Ungarn). Baubeginn war 1931, die feierliche Eröffnung fand am 8. Dezember 1932 statt.
Im Zweiten Weltkrieg (genauer: 1940 bis 1944) diente das Rex der Wehrmacht als „Soldatenkino“. Beim Massaker von Paris am 17. Oktober 1961 wurden vor dem Le Grand Rex die Leichen der von der Polizei ermordeten algerischen Demonstranten aufgehäuft. Seit 1981 ist es als Monument historique geschützt.

## Programm
Im Rex findet jährlich im April das mehrtägige Jules-Verne-Festival des Abenteuerfilms statt.
Im Dezember gestaltet man hier traditionellerweise die Féerie des Eaux, eine Kombination eines vorweihnachtlichen Familienfilms mit Wasserspielen.

## Rex Club
Im Keller des Gebäudes befand sich das Tanzcafé le rêve. Die leergeräumten Säle wurden 1973 als Rex Club für Disco-Nächte wiedereröffnet. Mitte der 1980er Jahre wurden auch Rockkonzerte und -Partys abgehalten. 1992 wurde das Programm gänzlich auf elektronische Tanzmusik umgestellt.